# Fairchild F-46
Le Fairchild F-46, également connu sous le nom de Duramold Aircraft Corporation F-46 A, est un avion léger de 1937.
Il s'agit du premier avion à succès construit avec le procédé de contreplaqué moulé nommé Duramold qui a été inventé par Virginius E. Clark (en) et développé conjointement par Fairchild Aircraft et Haskelite Manufacturing. Le procédé Duramold a été utilisé plus tard sur le Spruce Goose.

## Développement
Le processus a été développé conjointement par la Haskelite Manufacturing Corporation sous le nom de Plymold et la Fairchild Engine and Aircraft Corporation sous le nom de Duramold,. Le contreplaqué utilisait la chaleur, la pression, les plastiques et le bois pour fabriquer des structures complexes en moins de temps qu'avec la construction en aluminium. La Haskelite Corporation a utilisé ce contreplaqué pour des wagons de chemin de fer, des autobus, des automobiles et des bateaux. Fairchild a créé sa propre utilisation de la technologie pour fabriquer des structures d'avion.

## Conception
Le modèle 46 est un avion à cabine à ailes basses, avec un train d'atterrissage classique et des structures fabriquées à l'aide du procédés Duramold. Le fuselage est constitué de deux moitiés en contreplaqué moulé assemblées. Les ailes utilisent des longerons en bois recouverts de contreplaqué. Les gouvernes utilisent des cadres en aluminium recouverts d'un revêtement en tissu aéronautique. Un réservoir de carburant de 50 U.S. gallons (190 L) était monté dans chaque aile[réf. nécessaire].

## Historique opérationnel
En 1947, le prototype du modèle 46 a été remotorisé avec un Pratt & Whitney R-985 et a volé pendant dix ans .

## Spécifications (Fairchild 46)
- Équipage: 1
- Capacité: 4 passagés
- Poids brut: 4,800 lb (2,177 kg)
- Capacité de carburant: 100 U.S. gallons (380 L; 83 imp gal)
- Moteur: 1 × Ranger SGV-770B-5 , 420 hp (310 kW)
- Hélices: 2-bladed

Performance
- Vitesse maximum: 178 kn (205 mph, 330 km/h)
- Vitesse à ne jamais dépasser: 220 kn (250 mph, 400 km/h)

Avioniques
- Émetteur (Lear UT4)
- Émetteur (Lear UT6)
- Récepteur (Lear R3)
- Compas (Fairchild)
- Antenne fixe (transmitter)
- Antenne fixe (compass)
- Motoreel, Receiver (RCA AVR-7 series)
- Émetteur (RCAAVT-7, -12, -12A)
- Dynamotor (RCA)
- Compas (RCA)